# 勒索尔西
勒索尔西（法語：Le Saulcy，法語發音：[lə so(l)si] ⓘ）是法国大東部大區孚日省的一个市镇，属于孚日圣迪耶区。

## 地理
勒索尔西（48°24'49"N, 7°2'31"E）面积9.83 平方千米，位于法国大東部大區孚日省，该省份为法国东北部内陆省份，北起默兹省和默尔特-摩泽尔省，西接上马恩省，南至上索恩省和贝尔福地区省，东临上莱茵省和下莱茵省。
与勒索尔西接壤的市镇（或旧市镇、城区）包括：拉布罗克、格朗方丹、普莱讷、贝尔瓦勒、勒蒙、穆塞、勒皮。

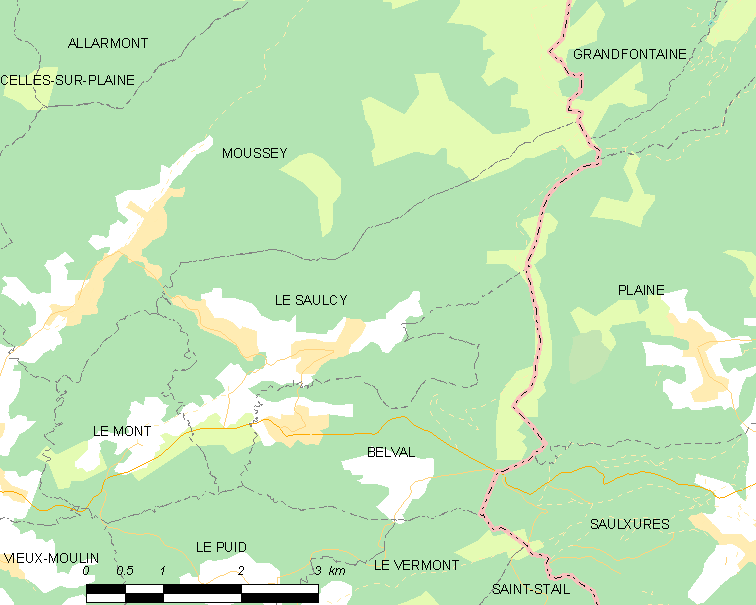
勒索尔西的OSM定位图

勒索尔西的时区为UTC+01:00、UTC+02:00（夏令时）。

## 行政
勒索尔西的邮政编码为88210，INSEE市镇编码为88444。

## 政治
勒索尔西所属的省级选区为拉翁莱塔普县。

## 人口

1962-2008年间勒索尔西人口变化图示

勒索尔西于2022年1月1日时的人口数量为297人。
勒索尔西人口变化图示
| 数据来源：INSEE |